# 臭化モリブデン(IV)
臭化モリブデン(IV)(Molybdenum(IV) bromide)は、化学式MoBr4の無機化合物である。黒色の固体である。塩化モリブデン(V)を臭化水素で処理することで得られる。
2 MoCl5  + 10 HBr  →  2 MoBr4  +  10 HCl  +  Br2
この反応は、室温で臭素を遊離する不安定な臭化モリブデン(V)を経由して進む。
また、臭化モリブデン(III)を臭素で酸化することでも得られる。